# Irina Iljenkova
Irina Iljenkova (vitryska: Ирина Валерьевна Ильенкова), född den 10 april 1980 i Minsk, Vitryssland, är en vitrysk gymnast.
Hon tog OS-silver i rytmisk gymnastik för trupper i samband med de olympiska gymnastiktävlingarna 2000 i Sydney.